# Batalla de Al Raqa (2014)
La segunda batalla de Al Raqa fue un conflicto armado acaecido en enero de 2014, en el marco de la Guerra Civil Siria, en la que los rebeldes sirios y las fuerzas del Estado Islámico de Irak y el Levante se disputaron el control de la ciudad de Al Raqa, capital de la gobernación homónima.

## Desarrollo
El 6 de enero de 2014, los rebeldes asaltaron Al Raqa, con el fin de desalojar al EIIL de la ciudad.
El 7 de enero, el jefe del Frente Al-Nusra, Abu Mohammed al-Joulani, llamó a un alto al fuego. Sin embargo, a diferencia de otras regiones, el Frente al-Nusra optó por aliarse con los rebeldes para luchar contra el EIIL. Según el Observatorio Sirio para los Derechos Humanos (OSDH), al-Nusra fue principal actor en el ataque al principal bastión del EIIL. La Brigada de los Revolucionarios de Al Raqa, un grupo del Ejército Libre Sirio, rompió la alianza que había jurado a fines de 2013 con al-Nusra a cambio de protección frente al EIIL y participó en la batalla.
El 8 de enero, los rebeldes lograron tomar el control de buena parte de la ciudad, pero el EIIL aun tenía en su poder las dos principales rutas, que conducen a Irak y Turquía respectivamente. Un militante opositor aseguró la urbe estaba «completamente paralizada» debido a la falta de agua corriente y electricidad. Asimismo, los islamistas recibieron refuerzos desde Irak y lanzó un contraataque. Dos días después, los rebeldes debieron replegarse hacia el este.
El 11 de enero, el EIIL capturó un puesto de control rebelde y la estación de ferrocarril. Al norte de la gobernación, cerca de la frontera con Turquía, la ciudad de Tal Abyad cayó en manos del EIIL en la madrugada del 12 de enero, tras haber sido capturada una semana antes por el Frente Islámico y el Ejército sirio. Los yihadistas luego ejecutaron a entre 70 y 100 combatientes del Frente al-Nusra y Ahrar al-Sham que habían sido tomados como prisioneros. Para este momento, el Estado Islámico de Irak y el Levante se había hecho con el 95% de la ciudad y sus alrededores, y expulsaron finalmente a los pocos rebeldes que aun quedaban al día siguiente.
Por su parte, la Brigada de los Revolucionarios de Al Raqa se retiró hacia Kobane, en donde se plegó a las YPG kurdas.